# Gotra longicornis
Gotra longicornis är en stekelart som beskrevs av Cameron 1902. Gotra longicornis ingår i släktet Gotra och familjen brokparasitsteklar. Inga underarter finns listade i Catalogue of Life.